# Blue Mounds State Park WPA/Rustic Style Historic Resources
Les Blue Mounds State Park WPA/Rustic Style Historic Resources sont des structures formant un district historique dans le comté de Rock, dans le Minnesota, aux États-Unis. Situé au sein du parc d'État des Blue Mounds, ce district emploie le style rustique du National Park Service. Il est inscrit au Registre national des lieux historiques depuis le 25 octobre 1989.